# Cheilosia nigripes
Cheilosia nigripes es una especie de sírfido. Se distribuyen por el paleártico en Eurasia.